# Dirphia avrilae
Dirphia avrilae är en fjärilsart som beskrevs av Lemaire 1979. Dirphia avrilae ingår i släktet Dirphia och familjen påfågelsspinnare. Inga underarter finns listade i Catalogue of Life.